# Střížovice, Kroměříž
Střížovice là một làng thuộc huyện Kroměříž, vùng Zlínský, Cộng hòa Séc.